# Rockstar Games Launcher
Le Rockstar Games Launcher est une plateforme de distribution numérique développée par Rockstar Games disponible depuis le 17 septembre 2019
Les utilisateurs se servent de leur compte Social Club pour se connecter.